# Modruzeni, Vrancea
Modruzeni este un sat ce aparține orașului Mărășești din județul Vrancea, Moldova, România.